# خانكوك (فردوس)
خانكوك (بالفارسية: خانکوک) هي مستوطنة تقع في Howmeh Rural District في إيران. يقدر عدد سكانها بـ 926 نسمة .